# Haus Aul
Das Haus Aul ist eine abgegangene hochmittelalterliche Burg der Herren von Schedingen im Ortsteil Scheidingen der Gemeinde Welver im Kreis Soest in Nordrhein-Westfalen.

## Geschichte
Haus Aul war vermutlich das Stammhaus der Herren von Schedingen. Dieses Geschlecht ist seit 1233 in den Urkunden belegt, der erste Vertreter Anton von Schedingen erscheint als Burgmann der Grafen von der Mark auf deren Stammsitz. Zu Beginn des 14. Jahrhunderts. ist der Besitz der Familie in die Häuser Scheidingen, Wassergut und Aul aufgeteilt worden. Der Zweig der von Schedingen auf Haus Aul lässt sich erstmals 1346 nachweisen, in der Folge erscheinen sie als Ministeriale der Grafen von der Mark. 1397 wurde die Burg an Hermann Freseken verkauft, der sie 1405 an das Erzbistum Köln weiterveräußerte. Der Erzbischof vergab sie an Wennemar zu Fürstenberg als Lehen. 1411 wird aber wieder die Familie Freseken mit der Burg belehnt. In der entsprechenden Urkunde wurde vorgeschrieben, dass das vorhandene Steinwerk mit einer hölzernen Brustwehr zu versehen sei, Zäune und Planken anzufertigen und Gräben auszuwerfen seien. Die Burg war vom Beginn des 15. bis zum Ende des 16. Jahrhunderts an die Familie Lüdinghausen gen. Wolff verpfändet. 1629 wurde sie erneut verpfändet, und zwar an die Patrizierfamilie von Kleinsorgen aus Werl, die sie spätestens 1671 auch als Lehen besaßen. 1678 ging sie durch Heirat an die Familie von Berswordt. Nach deren Aussterben im Mannesstamm kam Haus Aul an den Major a. D. Löb zu Caldenhof. Um 1860 ist das Anwesen eingeebnet worden.

## Beschreibung
Laut der Einzeichnung im Urkataster war das Burgareal von zwei Gräben umgeben. Die Breite des äußeren Grabens schwankt zwischen 8 und 15 m, die des inneren zwischen 6 und 16 m. Auf der Hauptinsel ist nur ein dreiflügeliges Hauptgebäude  mit den Maßen 23 × 14 m verzeichnet. Wann dieses errichtet worden ist, lässt sich den Schriftquellen nicht entnehmen. Die ringförmige Vorburg im Süden der Hauptburg bestand am Anfang des 19. Jahrhunderts nur noch aus Gartengelände ohne Bebauung. Über die Gestalt der ursprünglichen Turmburg können keine Angaben gemacht werden.